# 에스제이지세종
에스제이지세종(SJG Sejong)은 대한민국의 기업이다. 본사는 울산광역시 북구 효자로 82에 위치해 있다. 대표이사는 김기홍이다.
주요고객은 현대/기아자동차이며
세종공업에서 현재의 사명으로 변경하였다.

## 논란
세종공업의 총괄 사장이자 세정의 최대주주였던 박 부회장은 2013년부터 2018년까지 세정 자금 170억 원을 횡령하고 자신의 세종공업 주식을 시세보다 비싸게 세정에 팔아 11억 원의 배임을 저지른 혐의와 2014년부터 2018년까지 국내외에서 146억 원 규모의 상습 도박을 한 혐의로 2018년 구속되었다.

## 참고 문헌
1. ↑  SJG세종의 '수소·아센텍', 주가 반등 이뤄낼까, 2024-06-14
2. ↑  갈림길 선 SJG세종, '사명 변경'으로 다진 의지, 더벨, 2024-06-13
3. ↑  한국IR협의회 기업리서치센터, 기술분석보고서-에스제이지세종, 2023.12.07
4. ↑  하나금융투자-에스제이지세종, 2019년 10월 11일
5. ↑  이름까지 바꾼 박세종 SJG세종 명예회장 차남 박건 부회장, 도박 자금 못갚아 '피소', 2024.06.25